# XX (película)
XX es una película antológica de terror dirigido por Roxanne Benjamin, Sofía Carrillo, Karyn Kusama, St. Vincent bajo su nombre Annie Clark, y Jovanka Vuckovic. Es protagonizada por Natalie Brown, Melanie Lynskey, Breeda Wool y Christina Kirk.
El film fue estrenado mundialmente en el Festival de Cine de Sundance el 22 de enero de 2017 y tendrá un estreno limitado antes de ser estrenado en video on demand el 17 de febrero de 2017 por Magnet Releasing.

## Argumento

### Secuencia general
Dirigida por Sofía Carrillo.
Los segmentos de la antología están separados por una historia de animación en stop motion que se enfoca en una casa de muñecas con cara, que va recolectando diversos objetos hasta que se encuentra con un pájaro, que no se sabe si está muerto o si es de juguete. La casa de muñecas llega hasta donde está una niña inconsciente, le abre una puerta ubicada en su pecho y coloca allí el pájaro. La niña se despierta y le agradece a la casa de muñecas.

### The Box
Escrita y dirigida por Jovanka Vuckovic, basada en el cuento corto de Jack Ketchum.
Susan (Natalie Brown) está a bordo de un tren junto a Danny (Peter DaCunha), su hijo. Danny ve a un anciano (Michael Dyson) quien lleva consigo una caja roja. El hombre invita a Danny a mirar su contenido y este lo hace. Al llegar a su hogar, Danny se niega a probar bocado alguno. Susan y Robert (Jonathan Watton), su esposo, comienzan a preocuparse. Lo llevan al doctor (Ron Lea) y éste comprueba que, desde su última revisión, Danny ha perdido cinco libras. Posteriormente, Danny habla con Jenny (Peyton Kennedy), su hermana, y pronto ella también comienza a negarse a comer. Robert intenta hablar con Danny acerca de su problema, pero este le susurra algo al oído, y Robert también deja de alimentarse.
Susan tiene un sueño en donde la familia está reunida comiendo junta. Cuando observa a Danny, Jenny y Robert comer felizmente, ella sonríe,
Al llegar Navidad, Robert, Jenny y Danny están muy delgados, aunque a ellos pareciera no importarle. Danny le entega a su madre un regalo envuelto en una caja roja. Susan recuerda lo ocurrido en el tren y conecta los puntos. Le pregunta a Danny qué había en la caja roja del tren y este le dice "nada". Luego, en una voz en off, Susan revela que los tres integrantes de la familia fallecieron de hambre. Danny primero, luego Jenny, y finalmente Robert. Ahora ella recorre los trenes, buscando al hombre con la caja roja, deseando saber qué hay dentro, sintiendo que esa es la única manera de estar cerca de su familia.

### The Birthday Party
Escrita por Roxanne Benjamin y Annie Clark, dirigida por Clark.
Mary (Melanie Lynskey) está preparando la fiesta de cumpleaños de su hija Lucy (Sanai Victoria) pero, cuando encuentra su a su esposo, David (Seth Duhame), muerto en su oficina, ella decide esconder el cadáver en lugar de llamar al 911. Pasa gran parte del día ocultando el cuerpo de David de Lucy, de la niñera Carla (Sheila Vand) y de su vecina Madeleine (Lindsay Burdge). Finalmente, le compra el disfraz de oso panda a un hombre (Joe Swanberg) que venía a cantar el feliz cumpleaños y oculta el cuerpo dentro del mismo.
Durante la fiesta, Mary no tiene tiempo de mover el cuerpo y coloca al oso panda en una silla alrededor de la mesa. Carla se tropieza con el oso panda, causando que este caiga sobre la torta de cumpleaños. El cuerpo es descubierto cuando Carla, intentando levantar al oso panda, accidentalmente le saca la cabeza, y el nombre completo del corto es revelado mientas los niños gritan aterrorizados: "La fiesta de cumpleaños, o El recuerdo que Lucy suprimió de su séptimo cumpleaños que no fue realmente culpa de su madre (a pesar de que su terapeuta diga que es la razón por la cual el teme a la intimidad)".

### Don't Fall
Escrita y dirigida por Roxanne Benjamin.
Cuatro amigos - Paul (Casey Adams), Gretchen (Breeda Wool), Jess (Angela Trimbur) y Jay (Morgan Krantz)- se van de excursión al desierto.Gretchen tiene miedo a las alturas. El grupo descubre una antigua pintura rupestre que muestra a un espíritu maligno antes de acampar esa noche. Gretchen es atacada por una criatura similar al espíritu de la pintura, quien toma su cuerpo y se coloca su piel. Asesina a Paul y Jay y luego persigue a Jess, quien cae y se quiebra una pierna. La criatura desciende y la asesina.

### Her Only Living Son
Escrita y dirigida por Karyn Kusama.
Andy (Kyle Allen), el hijo rebelde de Cora (Christina Kirk), una madre soltera, está a punto de cumplir 18 años. Ella tiene una reunión con la directora del colegio de Andy, respecto a un incidente en donde este le arrancó las uñas a un compañero de clase. Sin embargo, una vez allí, la directora le pide disculpas por el comportamiento de la madre del compañero y le dice que Andy es un joven destacable. Cora está preocupada por el hecho de que Andy haya hechizado a sus superiores.
Chet (Mike Doyle), el cartero, le da un indicio a Cora de que Andy podría no ser el hijo de su exesposo, un actor. Andy, cuya voz ha cambiado y ha comenzado a crecer garras en lugar de sus dedos y uñas, confirma sus sospechas: el es el hijo de Satanás, algo que la ha preocupado incluso antes de su nacimiento. Andy obliga a Cora a reverenciarlo mientras Satanás entra en el hogar, dispuesto a reclamar a su hijo. Ella abraza a Andy le dice la razón por la cual se tuvieron que ocultar, aseverando que se niega a entregarlo a su padre. Andy, conmovido, elige a Cora por encima de su destino. Ambos de abrazan mientras sus huesos se quiebran y la sangre comienza a emanar de sus bocas y narices, asesinados por Satanás.

## Reparto
- Natalie Brown
- Melanie Lynskey
- Breeda Wool
- Christina Kirk
- Michael Dyson
- Sheila Vand
- Mike Doyle
- Susan Jacobs
- Angela Trimbur
- Kyle Allen
- Peter DaCunha
- Peyton Kennedy

## Producción
En octubre de 2014 se anunció que Karyn Kusama, Mary Harron, Jennifer Lynch y Jovanka Vuckovic dirigirían la cinta antológica de terror y que Magnet Releasing la distribuiría. En abril de 2016 se informó que St. Vincent también dirigiría la película, marcando su debut directorial.

## Estreno
Fue estrenado mundialmente en el Festival de Cine de Sundance el 22 de enero de 2017. La cinta tuvo un estreno limitado para luego ser estrenada en video on demand el 17 de febrero de 2017 por Magnet Releasing.